# Streamline (film)
Streamline è un film del 2021 diretto da Tyson Wade Johnston al suo debutto come regista.
È stato presentato il 19 agosto 2021 al Melbourne International Film Festival (MIFF), e distribuito nei cinema il 2 settembre 2021 dalla Umbrella Entertainment.

## Trama
Il prodigioso nuotatore adolescente Benjamin Lane affronta seri problemi dopo che suo padre esce di prigione.

## Produzione
Il film è stato venduto all'American Film Market dalla Arclight Films. Per costruire il personaggio, Levi Miller si è consultato con il campione olimpico di nuoto Ian Thorpe.

## Accoglienza

### Critica
Sul sito Rotten Tomatoes, il film ha un indice di gradimento del 90% basato su 10 recensioni. Luke Buckmaster di The Guardian ha definito il film "un film sul nuoto emotivamente avvincente che rompe gli schemi dei film sportivi".
Nella sua recensione per The Curb, Andrew F. Peirce ha affermato che "Streamline è un risultato impressionante e imponente di Tyson Wade Johnston, che sarà considerato un punto di svolta nella duratura carriera di Levi Miller. Un possibile punto di snodo che probabilmente lo guiderà verso performance più mature". Doug Jamieson, nella sua recensione per The Jam Report ha affermato che "questo è uno dei migliori film australiani dell'anno."